# Garnowo
Garnowo – wieś w Polsce położona w województwie zachodniopomorskim, w powiecie gryfińskim, w gminie Chojna.
W latach 1975–1998 miejscowość administracyjnie należała do województwa szczecińskiego.
We wsi znajduje się kościół z drugiej połowy XIII w. pw. Matki Bożej Królowej Polski. Świątynia jest budowlą salową, wykonaną z kamienia, wieża została dobudowana w XV w. i w 1742 podwyższona o barokową kondygnację z hełmem. W czasie II wojny światowej kościół został poważnie uszkodzony. Odbudowany w latach 1989–1990. Poświęcony 13.06.1991 r.